# وودلند هایتس (پنسیلوانیا)
وودلند هایتس (به انگلیسی: Woodland Heights) یک منطقهٔ مسکونی در ایالات متحده آمریکا است که در شهرستان ونانگو، پنسیلوانیا واقع شده‌است. وودلند هایتس ۴٫۵ کیلومتر مربع مساحت و ۱٬۴۰۲ نفر جمعیت دارد.